# Pro Geographia oklevél
A Pro Geographia oklevél a Magyar Földrajzi Társaság által 1990-ben alapított elismerés. A földrajztudományok, a földrajzpedagógia, a tudományszervezés és a magas színvonalú tudomány népszerűsítés területén elért jelentős eredmények, valamint az MFT érdekében végzett önzetlen munkásság elismeréseként a Magyar Földrajzi Társaság tagjai és az együttműködő intézmények számára adható.

## A díjazottak listája
- 1991: Károssy Csaba
- 1991: Kocsis Károly
- 1991: Kovács Zsuzsanna
- 1991: Szlankó István
- 1991: Vizsi Károly
- 1992: Dobány Zoltán
- 1992: Dövényi Zoltán
- 1992: Fábri Miklós
- 1992: Makádi Mariann
- 1992: Nemerkényi Antal
- 1993: Csatári Bálint
- 1993: Hajdú Zoltán
- 1993: Kovács Zoltán
- 1993: Kovács Zoltán
- 1993: Laki Ilona
- 1993: Nyéki Lajos
- 1994: Domonkos Béla
- 1994: Kelemen István
- 1994: Martonné Erdős Katalin
- 1994: Simon Dénes
- 1994: Szörényiné Kukorelli Irén
- 1995: Gerhardtné Rugli Ilona
- 1995: Horváth Gergely
- 1995: Kovács Károly
- 1995: Rechnitzer János
- 1995: Tölgyesi József
- 1996: Benke János
- 1996: Keveiné Bárány Ilona
- 1996: Kiss Attila
- 1996: Lakotár Katalin
- 1996: Veresegyházi Béla
- 1997: Baranyai László
- 1997: Dusek László
- 1997: Kereszty Péter
- 1997: Lóki József
- 1997: Suara Róbert
- 1997: Szekeres Zoltán
- 1998: Bódis Bertalan
- 1998: Eke Pálné
- 1998: Martinovics Sándor
- 1998: Nemzeti Tankönyvkiadó Rt.
- 1998: Péterváry László
- 1998: Timaffy László
- 1999: Gyuricza László
- 1999: Kis Éva
- 1999: Kókai Sándor
- 1999: Nyíri Zsolt
- 1999: Papp Sándor
- 2000: Csapó Tamás
- 2000: Csorba Péter
- 2000: Eigel Tibor
- 2000: Jónás Ilona
- 2000: Vofkori László
- 2001: Bécsy Lászlóné
- 2001: Főmterv Zrt.
- 2001: Michalkó Gábor
- 2001: Pánczél Erzsébet Éva
- 2001: Péczi Ernő
- 2001: Tiner Tibor
- 2002: Balogh János
- 2002: Harmat Béla
- 2002: Klingerné dr.Végh Irén
- 2002: Nagy Miklós Mihály
- 2002: Ütőné Visi Judit
- 2003: Benedek Miklós
- 2003: Gál Irén
- 2003: Gyenes Csilla
- 2003: Kiss Edit Éva
- 2003: Rudl József
- 2004: Benedek József
- 2004: Mucsi László
- 2004: Veress Márton
- 2004: Vizy Zsolt
- 2004: Wilhelm Zoltán
- 2005: Bakos Mária
- 2005: Bernek Ágnes
- 2005: Dobos Anna
- 2005: Dorogi Lászlóné
- 2005: Hutyán Róbert
- 2005: Major Miklós
- 2005: Szabó György
- 2006: Fábián Szabolcs Ákos
- 2006: Fazekas István
- 2006: Simon György
- 2006: Zayzon Sámuel
- 2007: Aubert Antal
- 2007: Bassa László
- 2007: Dávid Lóránt
- 2007: Gál András
- 2007: Izsák Tibor
- 2007: Radioaktív Hulladékokat Kezelő Kht.
- 2008: Gruber László
- 2008: Kozma Gábor
- 2008: Nagy Arisztid
- 2008: Pál Ágnes
- 2008: Pap Norbert
- 2008: Puskás János
- 2008: Vargáné Böröndy Erzsébet
- 2009: Ambrus Tünde
- 2009: Kis János
- 2009: Nagy Balázs
- 2009: Szabó Szilárd
- 2009: Trócsányi András
- 2009: Vitányi Béla
- 2010: Baksa Róbertné
- 2010: Egedy Tamás
- 2010: Elekes Tibor
- 2010: Karancsi Zoltán
- 2010: Kondor Attila Csaba
- 2010: Pintér Zoltán
- 2011: Csüllög Gábor
- 2011: Gyenizse Péter
- 2011: Kuba Gábor
- 2011: Nagyváradi László
- 2011: Sütő László
- 2011: Wild Katalin
- 2012: Arday István
- 2012: Bácskainé Pristyák Erika
- 2012: Gadócziné Fekete Éva
- 2012: Nagy Egon
- 2012: Szabó Gergely
- 2012: Szenyéri Zoltán
- 2013: Dojcsák Győző
- 2013: Gaál Mária
- 2013: Kaiser Mihály
- 2013: Nagy Gábor
- 2013: Szabó Géza
- 2013: Sziliné Dienes Irén
- 2014: Erőss Ágnes
- 2014: Győri Róbert
- 2014: Kisari Balla György
- 2014: Pál Viktor
- 2014: Tátrai Patrik
- 2014: Vasváry Kinga
- 2015: Kerese Tibor
- 2015: Molnár József
- 2015: Siskáné Szilasi Beáta
- 2015: Szalai Zoltán
- 2015: Szőllősy László
- 2015: Tóth Imre
- 2016: Benkhard Borbála
- 2016: Ilyés Zoltán
- 2016: Lengyel József
- 2016: Molnár Ernő
- 2016: Nagy Erika
- 2016: Rátz Tamara
- 2017: Alexa Péter
- 2017: Boros Lajos
- 2017: Bottlik Zsolt
- 2017: Klicasz Szpirosz
- 2017: Komáromi István
- 2017: Teperics Károly